# Giulia Lazzarini
Giulia Lazzarini (Milano, 24 marzo 1934) è un'attrice italiana.

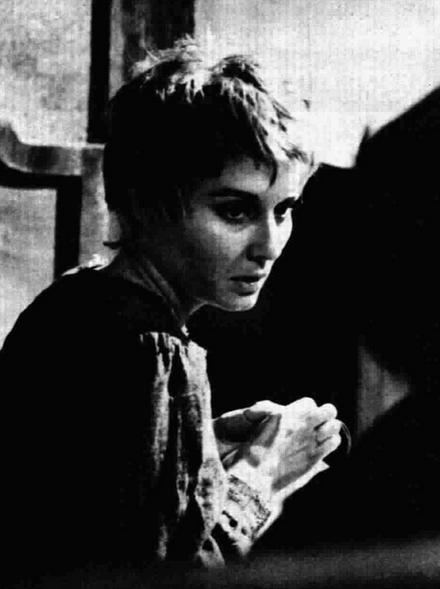
Giulia Lazzarini nel 1957 circa

È attiva dal 1955 in cinema e teatro e ha vinto un David di Donatello nel 2015.

## Biografia

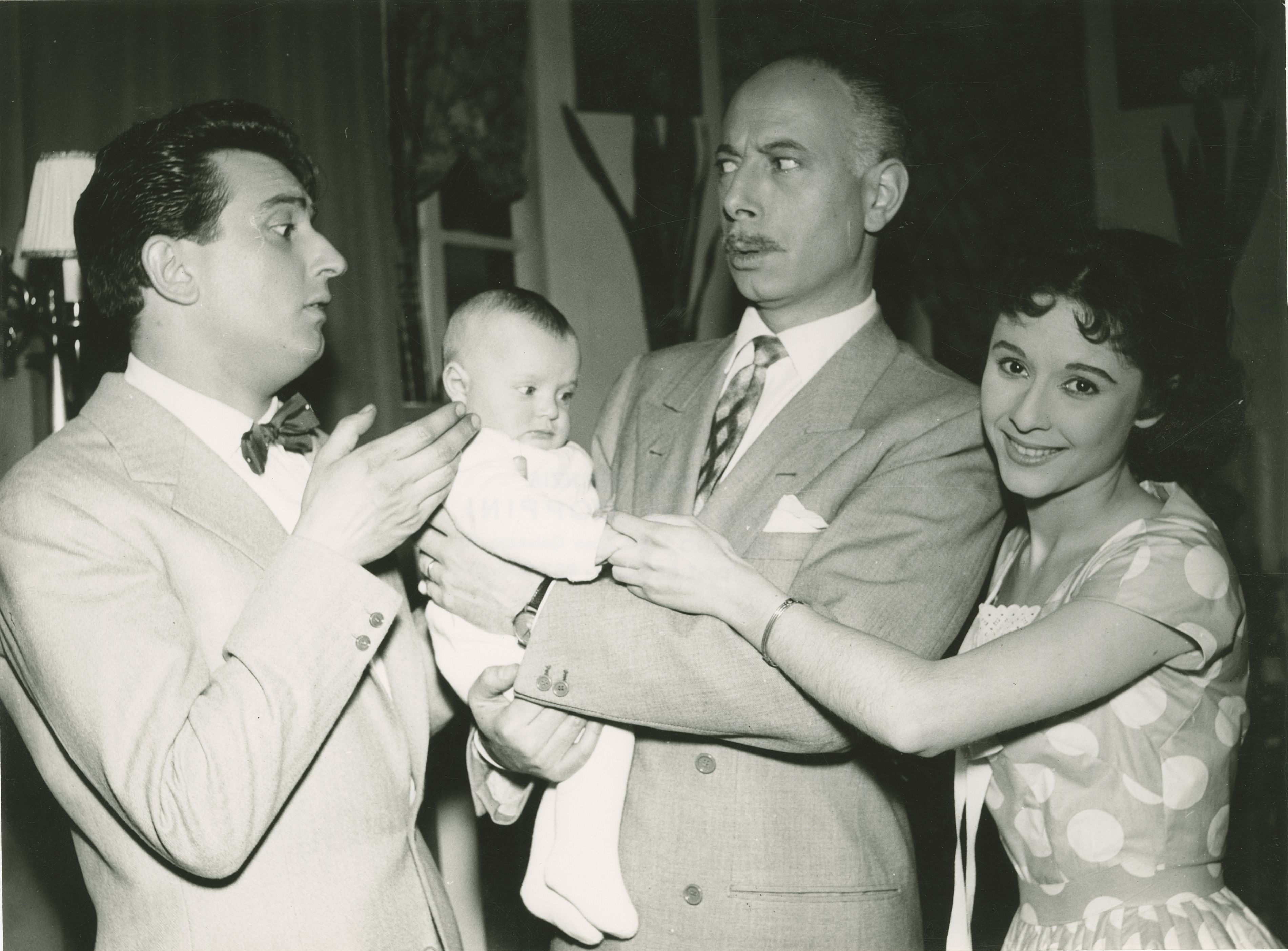
Giulia Lazzarini con Alberto Lionello e Ernesto Calindri nello spettacolo Un papà per mio figlio nel 1957

Nata a Milano, dove trascorre l'infanzia, si trasferisce successivamente a Roma dove avviene la sua formazione artistica grazie alla frequentazione del Centro Sperimentale di Cinematografia dove si diploma in recitazione.
Debutta in televisione nei primi anni cinquanta e in teatro nel 1954: in questi anni la sua carriera si divide tra l'impegno teatrale e quello legato alle interpretazioni di ruoli in testi teatrali in televisione (per esempio quello di Nora in Casa di bambola di Henrik Ibsen) e negli sceneggiati televisivi del periodo, per esempio Mont Oriol del 1958, Il mulino sul Po del 1963 e I miserabili del 1964, trasposto in dieci puntate con la regia di Sandro Bolchi e la sceneggiatura di Dante Guardamagna, dove interpreta sia il ruolo di Cosette adulta sia quello di Fantine, accanto a Tino Carraro e Gastone Moschin. Nel 1972 è nel cast della miniserie televisiva, con il tenente Sheridan e diretta da Leonardo Cortese, La donna di picche. Sempre nel 1972 interpreta il ruolo di Marjia Timofeevna ne I demoni per la regia di Sandro Bolchi.
Entra a far parte di numerose compagnie teatrali lavorando a fianco di attori come Romolo Valli, Rossella Falk, Giorgio De Lullo e Giulio Bosetti.
Successivamente si lega professionalmente a Giorgio Strehler, tanto da divenire una presenza costante nelle produzioni del Piccolo Teatro di Milano, in particolare con le memorabili interpretazioni di Ariel ne La tempesta di Shakespeare e di Winnie in Giorni felici di Samuel Beckett (vedi le foto relative nell'Archivio del Piccolo Teatro, link sottostante). Ha lavorato anche col regista Luca Ronconi.
Nel 2003 ha ricevuto il premio Ugo Betti alla carriera.
Nel 2007 ha preso parte alla miniserie per Canale 5 Maria Montessori - Una vita per i bambini dove interpreta la madre della protagonista. L'anno successivo è stata fra gli interpreti di Capitan Basilico.
Nel 2015 torna sul grande schermo in Mia madre di Nanni Moretti per cui si aggiudica un David di Donatello e un Ciak d'oro. Ottiene anche un Nastro d'argento speciale.
Nel 2015 vince il Premio Le Maschere del Teatro italiano come Miglior Interprete di Monologo per lo spettacolo Muri - prima e dopo Basaglia scritto e diretto da Renato Sarti. Nel 2017 vince nuovamente il premio come Migliore Attrice Protagonista per lo spettacolo Emilia scritto e diretto dall'argentino Claudio Tolcachir. Alla fine dello stesso anno riceve il Premio Ubu come Migliore Attrice per lo stesso ruolo.

## Filmografia

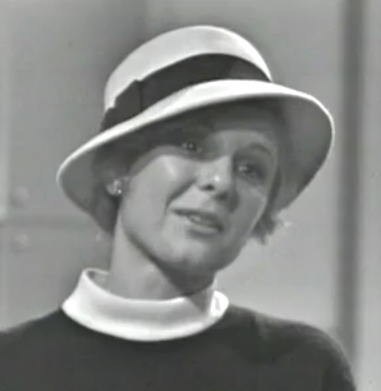
Giulia Lazzarini in L'amica delle mogli.

### Cinema
- Destino, regia di Enzo Di Gianni e Domenico Gambino (1951)
- Prigionieri delle tenebre, regia di Enrico Bomba (1952)
- Non ho paura di vivere, regia di Fabrizio Taglioni (1952)
- Ho fatto splash, regia di Maurizio Nichetti (1980)
- Grazie di tutto, regia di Luca Manfredi (1997)
- Capitan Basilico, regia di Massimo Morini (2008)
- Il piccolo, regia di Maurizio Zaccaro (2009)
- Romanzo di una strage, regia di Marco Tullio Giordana (2012)
- Mia madre, regia di Nanni Moretti (2015)
- The Place, regia di Paolo Genovese (2017)
- Il sol dell'avvenire, regia di Nanni Moretti (2023)
- Cento domeniche, regia di Antonio Albanese (2023)
- L'abbaglio, regia di Roberto Andò (2025)

### Televisione
- Lea, regia di Marco Tullio Giordana - film TV (2015)

### Cortometraggi
- Una scatola piena di luce, regia di Guia Zapponi (2018)

## Prosa televisiva Rai
- Buon viaggio Paolo, commedia di Gaspare Cataldo, regia di Camillo Mastrocinque, trasmessa il 28 febbraio 1954
- Schiccheri è grande, regia di Silverio Blasi, trasmessa il 24 marzo 1954.
- Mi sono sposato di Guglielmo Zorzi, regia di Silverio Blasi, trasmessa l'11 giugno 1954.
- La signora Rosa di Sabatino Lopez, regia di Anton Giulio Majano, trasmessa il 9 luglio 1954.
- Esami di maturità, di Ladislao Fodor, regia di Mario Landi
- Bobosse, regia di Franco Enriquez, trasmessa il 3 giugno 1955.
- Arlecchino servo di due padroni, di Carlo Goldoni, regia di Giorgio Strehler, trasmessa il 25 settembre 1955.
- Il Capitan Fracassa, regia di Anton Giulio Majano in 5 puntate trasmesse dall'11 gennaio 1958 all'8 febbraio 1958
- La spada di Damocle di Alfredo Testoni, regia di Vittorio Cottafavi, trasmessa il 14 novembre 1958.
- La pazza di Chaillot di Jean Giraudoux, regia di Sandro Bolchi, trasmessa il 2 giugno 1961.
- Il mulino del Po di Riccardo Bacchelli, regia di Sandro Bolchi, trasmessa dal 13 gennaio al 10 febbraio 1963.
- I miserabili, regia di Sandro Bolchi, trasmesso in 10 puntate nel 1964.
- Corruzione al Palazzo di giustizia, regia di Ottavio Spadaro, trasmesso nel 1966.
- Quinta colonna, da Graham Greene, regia di Vittorio Cottafavi, trasmesso nel 1966.
- Casa di bambola di Henrik Ibsen, regia di Giandomenico Giagni, trasmesso nel 1968.
- La signorina Pell è sparita di Leonard Gershe, regia di Davide Montemurri, trasmesso il 20/02/1968
- Piccola città, di Thornton Wilder, regia di Silverio Blasi RAI, trasmesso il 22/10/1968
- L'amica delle mogli di Luigi Pirandello, trasmesso nel 1970.
- Dedicato ad un bambino di Luigi Lunari, regia di Gianni Bongioanni, trasmesso dal 14 al 28 gennaio 1971.
- I demoni di Fëdor Dostoevskij, regia di Sandro Bolchi, trasmesso dal 20 febbraio al 19 marzo 1972.
- La donna di picche, trasmesso nel 1972.
- Il figlio di due madri, trasmesso nel 1976.
- Ti ho sposato per allegria, regia di Carlo Battistoni, trasmessa l'8 luglio 1983 su Rai 2
- Resurrezione, regia di Paolo e Vittorio Taviani, trasmessa nel 2001.

## Prosa radiofonica Rai
- Le donne oneste, di Henry Becque, regia di Alessandro Brissoni (1957)
- La vita degli altri, di Guglielmo Zorzi, regia di Anton Giulio Majano, trasmessa il 19 dicembre 1957.
- Matilde, di Eugenio Scribe, regia di Alessandro Brissoni (1958)
- Alberinda, commedia di Midi Mannocci, regia di Gian Domenico Giagni, trasmessa il 14 dicembre 1959
- Il mercante di Venezia, di William Shakespeare, regia di Flaminio Bollini, trasmessa il 1 gennaio 1961

## Riconoscimenti e candidature
- David di Donatello
  - 2015 - Migliore attrice non protagonista per Mia madre
  - 2018 - Candidatura alla migliore attrice non protagonista per The Place
- Nastro d'argento
  - 2015 - Nastro d'argento speciale per Mia madre
- Ciak d'oro
  - 2015 - Migliore attrice non protagonista per Mia madre[5]
- Premio Flaiano Sezione teatro[6]
  - 1998 - Alla carriera
  - 2020 - Migliore interpretazione femminile per Arsenico e vecchi merletti[7]